# Tenawa
Tenawa /=downstream/ (Denavi, Tanewa, Tannewish, Tenawit, Tenhua), jedna od bandi Komanča poznata iz prve polovice 19. stoljeća koja je praktično oko 1845. uništena u borbi s Meksikancima.
Tenawa Komanči živjeli su na velikom području preko sjevernog Teksasa, a najčešće su se nalazili izmeću gornjeg Brazosa i Red Rivera. Ovo područje dijeli su s bandama Nokoni i Tanima. Ponekad su logorovali i s Penatekama, što su živjeli južno od njih, u kraju između Brazosa i Colorada.
Tenawa i Tanima Komanči često su brkani, a danas neki antropolozi misle da se radi o dva naziva za istu bandu Komanča.